# Andreas Junt
Andreas Junt (* 24. April 1982 in Freudenstadt) ist ein deutscher parteiloser Politiker. Er ist designierter Landrat des Landkreises Freudenstadt.

## Leben
Junt absolvierte Ausbildungen zum Heizungsbauer und zum Einzelhandelskaufmann. Anschließend war er mehrere Jahre im Vertrieb tätig. 2006 legte er die Fachhochschulreife ab. Daraufhin absolvierte er bis 2010 ein Studium zum Diplom-Verwaltungswirt (FH) an der Hochschule für öffentliche Verwaltung Kehl. Von 2010 bis 2015 war im Bereich Personal und Organisation beim Landratsamt Lindau. Zudem war er als Dozent an der Bayerischen Verwaltungsschule tätig. Von 2015 bis 2016 war er Personalmanager bei der Stadt Sindelfingen. Von 2016 bis 2024 leitete er die Stabsstelle Kommunalaufsicht und Rechnungsprüfung beim Landratsamt Freudenstadt. Seit 2024 ist er Vizepräsident der Gemeindeprüfungsanstalt Baden-Württemberg.
Am 28. Juli 2025 wurde Junt im ersten Wahlgang mit 26 von 43 Stimmen vom Kreistag zum Landrat des Landkreises Freudenstadt gewählt. Er folgt auf Klaus Michael Rückert und tritt das Amt am 1. Oktober 2025 an.
Junt ist verheiratet und Vater dreier Kinder.